# Desmia trimaculalis
Desmia trimaculalis is een vlinder uit de familie van de grasmotten (Crambidae), uit de onderfamilie van de Spilomelinae. De wetenschappelijke naam van deze soort is voor het eerst voorgesteld door Eduard Hering in een publicatie uit 1906.
De soort komt voor in Colombia en Bolivia.